# Карролл Тауншип (округ Вашингтон, Пенсільванія)
Карролл Тауншип (англ. Carroll Township) — селище (англ. township) в США, в окрузі Вашингтон штату Пенсільванія. Населення — 5380 осіб (2020).

## Демографія
Згідно з переписом 2010 року, у селищі мешкало 5640 осіб у 2384 домогосподарствах у складі 1631 родини. Було 2487 помешкань
Расовий склад населення:
| - 97,7 % — білих - 1,1 % — чорних або афроамериканців - 0,2 % — азіатів |

До двох чи більше рас належало 0,8 %. Частка іспаномовних становила 1,2 % від усіх жителів.
За віковим діапазоном населення розподілялося таким чином: 17,0 % — особи молодші 18 років, 58,1 % — особи у віці 18—64 років, 24,9 % — особи у віці 65 років та старші. Медіана віку мешканця становила 50,3 року. На 100 осіб жіночої статі у селищі припадало 92,5 чоловіків;  на 100 жінок у віці від 18 років та старших — 90,1 чоловіків також старших 18 років.
Середній дохід на одне домашнє господарство  становив 80 726 доларів США (медіана — 63 935), а середній дохід на одну сім'ю — 84 251 долар (медіана — 75 781). Медіана доходів становила 55 699 доларів для чоловіків та 41 637 доларів для жінок. За межею бідності перебувало 3,3 % осіб, у тому числі 4,9 % дітей у віці до 18 років та 4,0 % осіб у віці 65 років та старших.
Цивільне працевлаштоване населення становило 2802 особи. Основні галузі зайнятості: освіта, охорона здоров'я та соціальна допомога — 25,9 %, виробництво — 15,0 %, роздрібна торгівля — 10,6 %, будівництво — 8,6 %.